# 譽田站

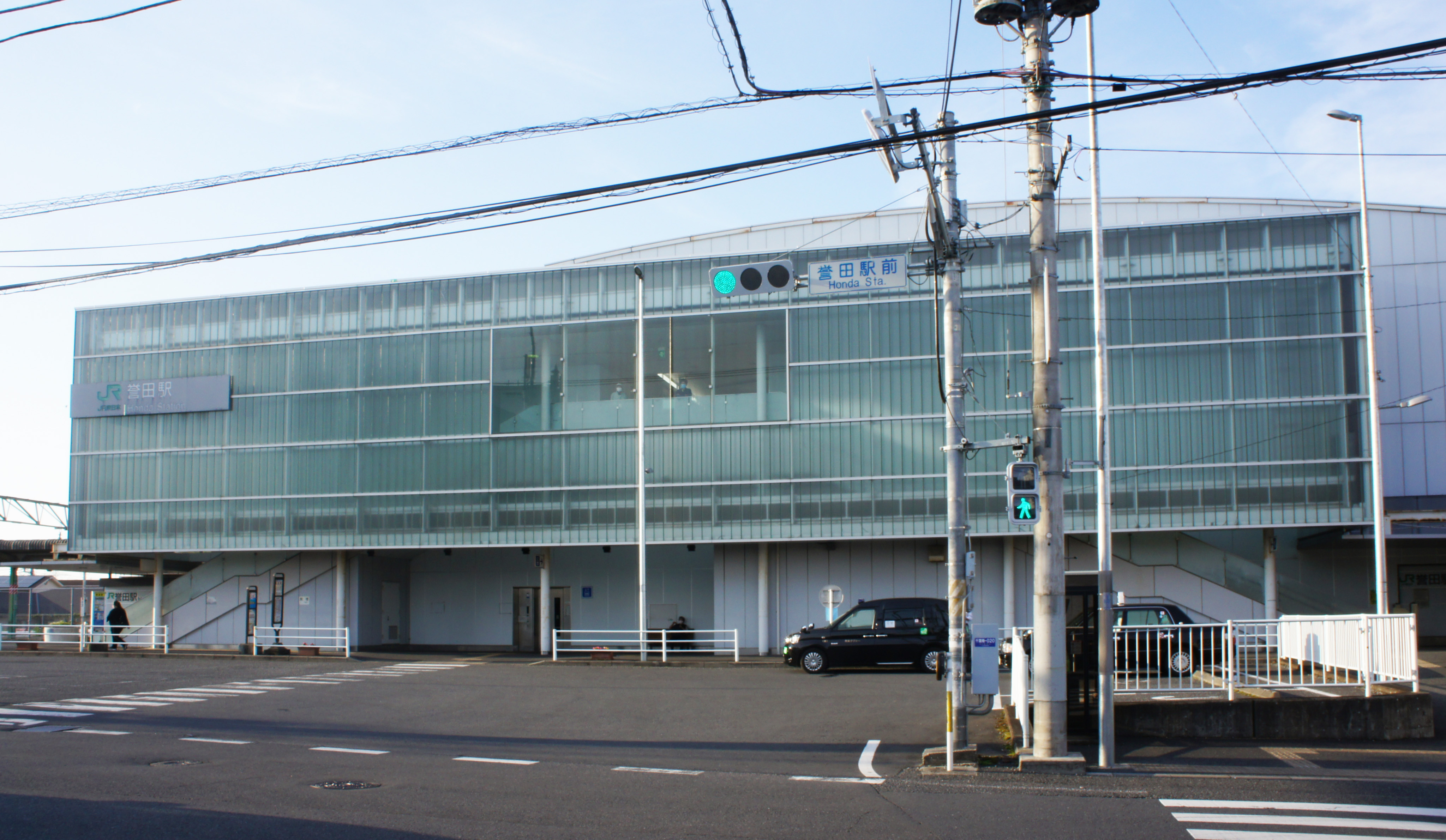
南出口（2021年5月）

譽田站（日语：／ Honda eki */?）是位於千葉縣千葉市綠區譽田町二丁目24號，東日本旅客鐵道（JR東日本）的外房線車站。

## 歷史
車站啟用當初名為「野田站」。野田是取自舊千葉郡譽田村的地區名。
- 1896年（明治29年）1月20日：房總鐵道蘇我至大網之間開通，此站啟用，當時名為野田站'[1]。為一般車站。
- 1907年（明治40年）9月1日：房鐵鐵道被國有化（日语：鉄道国有法），成為帝國鐵道廳車站[1]。
- 1909年（明治42年）10月12日：設定路線名稱，成為房總線車站[1]。
- 1914年（大正3年）12月1日：車站改名為譽田站[2]。
- 1933年（昭和8年）4月1日：房總線千葉至大網至安房鴨川之間分離為房總東線，成為房總東線車站[1]。
- 1972年（昭和47年）7月15日：路線名稱變更，成為外房線車站[1]。
- 1978年（昭和53年）10月2日：實施時間表修正，成為綠區內首個快速停車站。
- 1987年（昭和62年）4月1日：伴隨國鐵分割民營化，車站由東日本旅客鐵道（JR東日本）營運[1]。
- 1996年（平成8年）7月31日：車站內的廁所翻新成為濕廁（為千葉市內的JR車站中，最遲翻新為濕廁的車站）[3]。
- 2001年（平成13年）11月18日：此站開始使用IC卡「Suica」[4]。
- 2006年（平成18年）3月23日：跨站式站房開始使用[5]。
- 2008年（平成20年）4月5日：北出口站前廣場落成[6]。
- 2014年（平成26年）4月1日：當日起綠色窗口結業。
- 2015年（平成27年）10月20日：成為業務委託車站[7]。

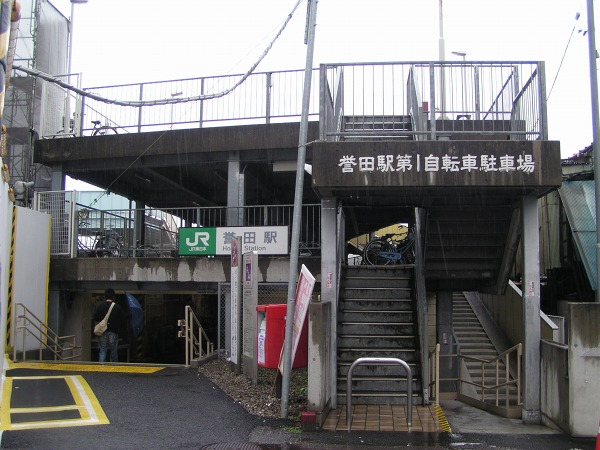
臨時車站大樓（2005年10月9日）
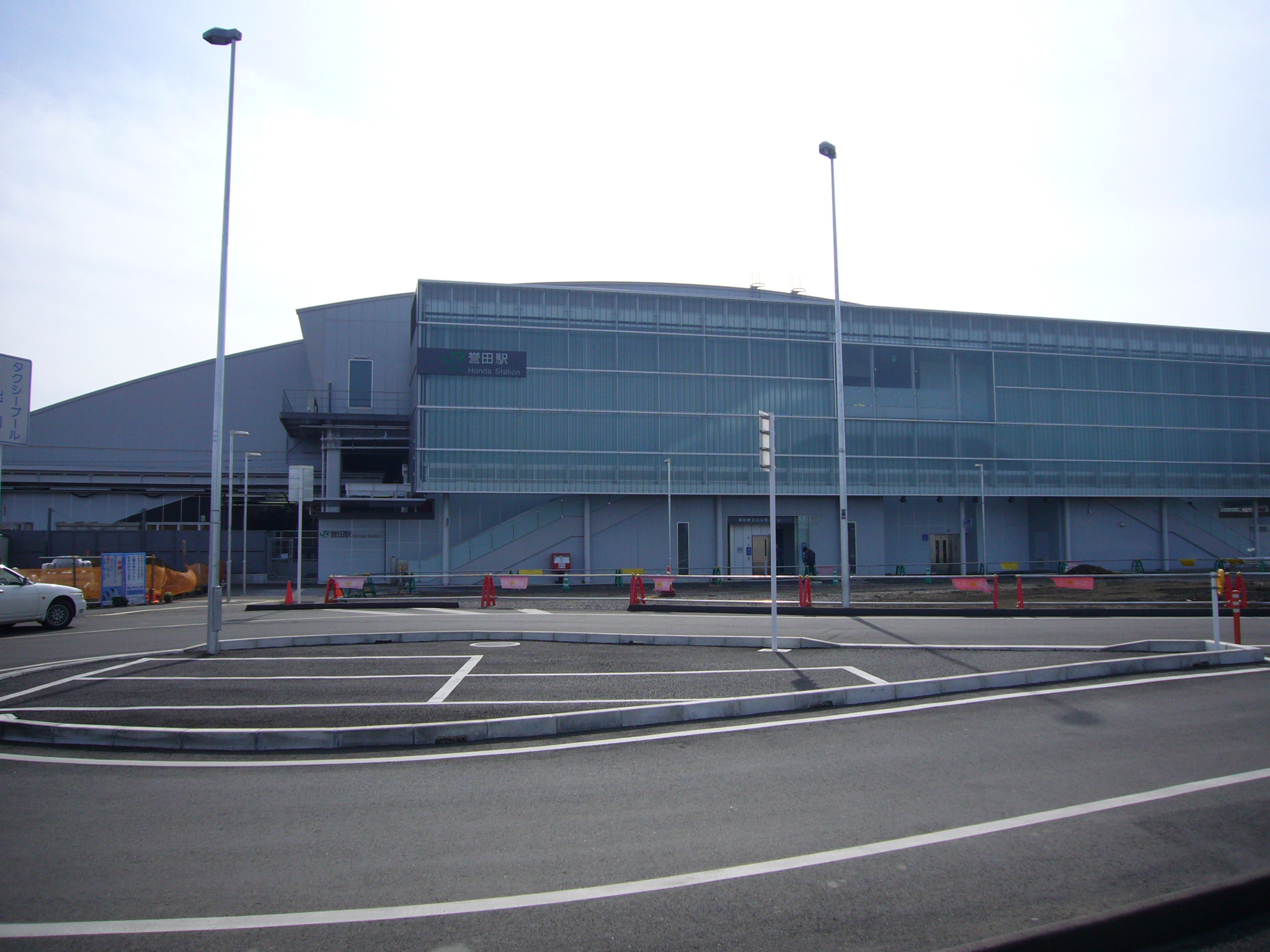
工程中的北出口站前廣場（2007年2月27日）

## 車站構造
此站是地面車站，設有1面1線的單式月台和1面2線的島式月台，共有2面3線的月台。此站設有跨站式站房。為千葉市內的JR車站中，最後設有地面車站大樓的車站。
在2004年（平成16年）10月，此站開始建設跨站式站房，在2006年（平成18年）3月23日開始使用。在工程期間，於站前單車停泊處的空地設置了臨時車站大樓。在2008年（平成20年）4月5日，北出口新設了站前廣場，現存的南出口站前廣場進行了翻新工程。
此站成為由蘇我站管理的業務委託車站，委托了JR東日本車站服務負責車站業務。車站內設有自動閘機和指定席售票機。在鎌取站成為業務委託車站前，該站管理此站。

### 月台
| 月台 | 路線    | 上下行 | 方向                 |
| ---- | ------- | ------ | -------------------- |
| 1、2 | ■外房線 | 下行   | 大網、東金、勝浦方向 |
| 2、3 | ■外房線 | 上行   | 蘇我、千葉、東京方向 |

參考
- 隨著鎌取站使用者增加，從此站出發列車及以此站作為終點站的班次中，平日設有7班。
- 千葉站至此站之間每日早上和黃昏設有1往返班次。
- 另外，平日早上和黃昏設有1班前往東京的京葉線直通各停列車。從前晚上設有來往東京站的京葉線列車（京葉線內為快速列車），在2007年（平成19年）3月18日時間表修正起延長至上總一之宮。在2009年（平成21年）3月14日時間表修正中，另外在黃昏繁忙時間設有於此站折返的京葉線直通列車（1往返班次）。

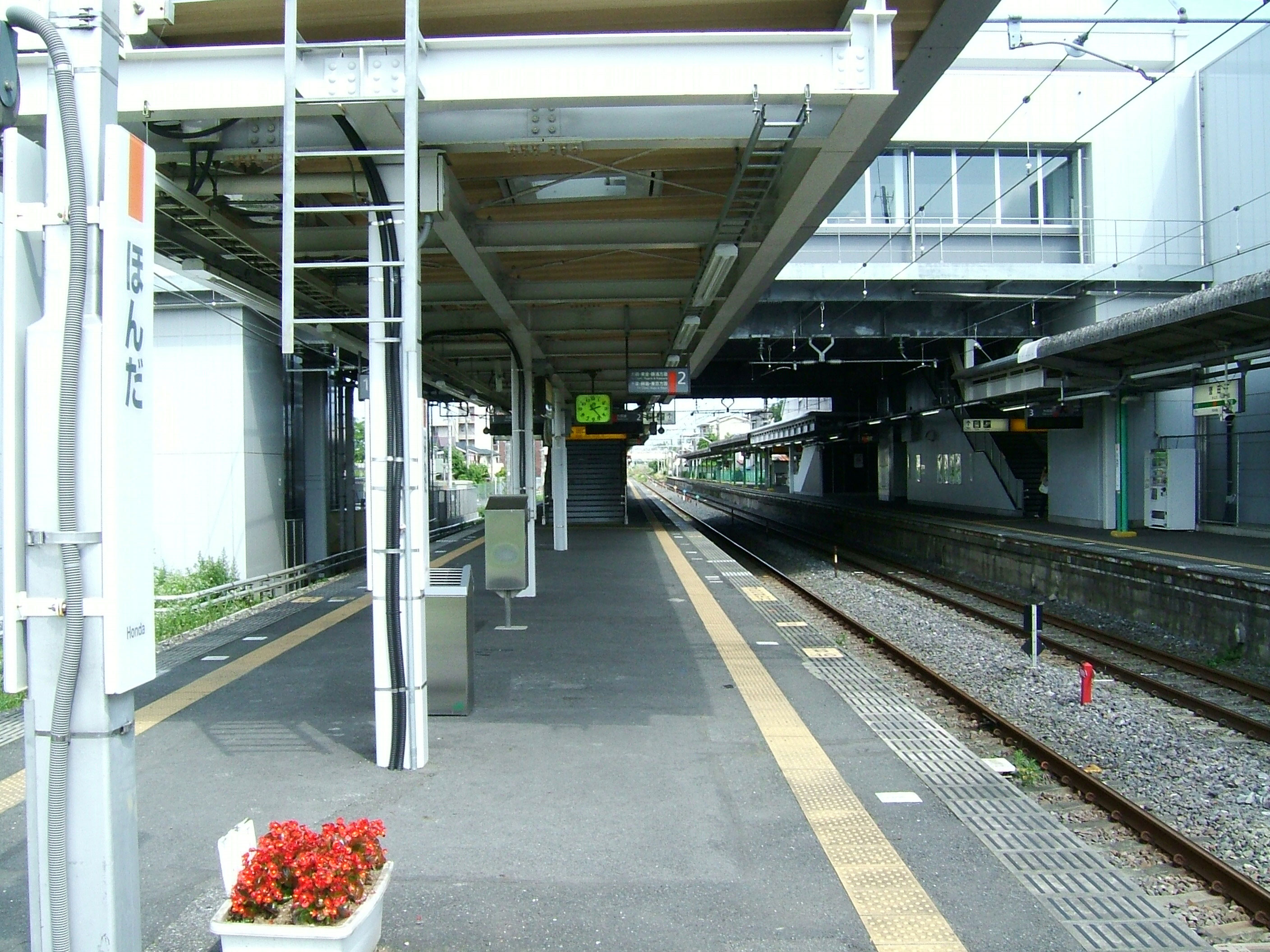
月台（2008年6月15日）
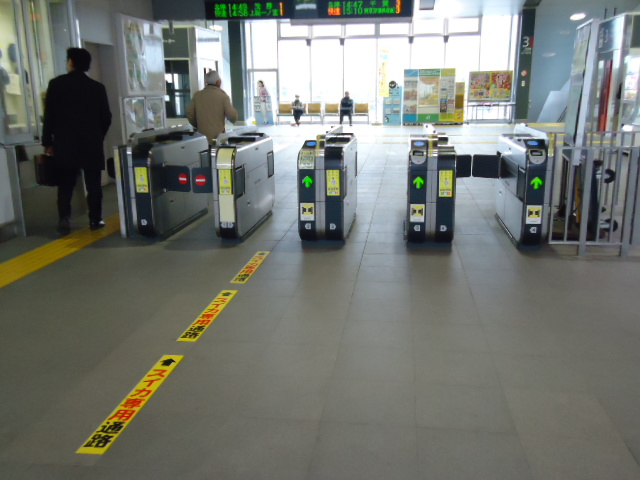
閘口（2012年2月15日）

### 列車拼結、分離作業
2號月台上設有列車拼結和分離作業專用的信號設備。
在早上和黃昏各有1班通勤快速列車往返東金線成東站和外房線勝浦站（直通京葉線，在星期六及假日為快速列車）。該列車會在2號月台進行拼結和分離作業。在上行早上7時時段で，從勝浦出發（前6卡車廂）和從成東出發（後4卡車廂）會先後進入2號月台，在後4卡車廂進站時與前6卡車廂併結，以成10卡車廂並繼續前往東京方向。下行於晚上7時時段，從東京前往此站的10卡車廂中，前往成東（前4卡車廂）與前往勝浦（後6卡車廂）會於此站2號月台分離，並按行駛方向先後出發，前往各自目的地。
東金線和外房線的分支車站是在大網站，但是由於月台結構問題，沒有一座大網站月台可同時連接外房線勝浦方向路軌和東金線成東方向路軌。因此，外房線列車和東金線列車不可以在大網站進行列車拼結、分離作業。另外，鄰站土氣站由於是一座停留所，因此也不能夠在土氣站進行列車拼結、分離作業。最後便於此站進行作業。

## 使用狀況
在2019年（令和元年）度1日平均乘車人次為7,034人，以下為乘車人次變化列表：
| 乘車人次變化       | 乘車人次變化     | 乘車人次變化 |
| 年度               | 1日平均 乘車人次 | 參考資料     |
| ------------------ | ---------------- | ------------ |
| 1990年（平成02年） | 8,062            | [ * 1 ]      |
| 1991年（平成03年） | 8,407            | [ * 2 ]      |
| 1992年（平成04年） | 8,769            | [ * 3 ]      |
| 1993年（平成05年） | 8,969            | [ * 4 ]      |
| 1994年（平成06年） | 8,939            | [ * 5 ]      |
| 1995年（平成07年） | 8,769            | [ * 6 ]      |
| 1996年（平成08年） | 8,904            | [ * 7 ]      |
| 1997年（平成09年） | 8,629            | [ * 8 ]      |
| 1998年（平成10年） | 8,509            | [ * 9 ]      |
| 1999年（平成11年） | 8,282            | [ * 10 ]     |
| 2000年（平成12年） | 8,001            | [ * 11 ]     |
| 2001年（平成13年） | 7,714            | [ * 12 ]     |
| 2002年（平成14年） | 7,534            | [ * 13 ]     |
| 2003年（平成15年） | 7,353            | [ * 14 ]     |
| 2004年（平成16年） | 7,219            | [ * 15 ]     |
| 2005年（平成17年） | 7,158            | [ * 16 ]     |
| 2006年（平成18年） | 7,143            | [ * 17 ]     |
| 2007年（平成19年） | 7,093            | [ * 18 ]     |
| 2008年（平成20年） | 7,042            | [ * 19 ]     |
| 2009年（平成21年） | 6,912            | [ * 20 ]     |
| 2010年（平成22年） | 6,712            | [ * 21 ]     |
| 2011年（平成23年） | 6,641            | [ * 22 ]     |
| 2012年（平成24年） | 6,696            | [ * 23 ]     |
| 2013年（平成25年） | 6,765            | [ * 24 ]     |
| 2014年（平成26年） | 6,648            | [ * 25 ]     |
| 2015年（平成27年） | 6,738            | [ * 26 ]     |
| 2016年（平成28年） | 6,823            | [ * 27 ]     |
| 2017年（平成29年） | 6,961            | [ * 28 ]     |
| 2018年（平成30年） | 7,028            | [ * 29 ]     |
| 2019年（令和元年） | 7,034            |              |

## 車站周邊
車站南邊設有千葉縣道20號千葉大網線（大網街道）、千葉縣道128號日吉譽田停車場線。該處設有商店街，以及譽田站前郵局及中等規模的超級市場。從大網街道向西前進可到達綠消防署譽田出張所、千葉市譽田市民中心、譽田公民館和譽田小學。另一方面，車站北邊設有千葉縣道129號譽田停車場中野線、千葉縣道67號生實本納線（舊外房收費道路）。北出口在2006年（平成18年）建成，該處設有的士站和投幣式停車場。
- 仙堂（日语：せんどう） 譽田店 - 在2017年（平成29年）10月20日開業。
- Food Land Leo譽田店
- Welcia藥局 千葉譽田店
- 千葉南警署（日语：千葉南警察署） 譽田派出所
- 譽田站前郵局
- 千葉市譽田公民館
- 千葉市立譽田中學
- 千葉市立譽田小學（日语：千葉市立誉田小学校）
- 千葉市立譽田東小學（日语：千葉市立誉田東小学校）
- 千葉市譽田櫻花公園

## 巴士路線
除了特別標明外，所有巴士由千葉中央巴士營運。機場連接巴士路線中，路線停靠鎌取、土氣站兩站，但是此站由於周邊道路會發生交通堵塞，因此部分班次不途經此站。

### 南出口
| 乘車處 | 途經                                     | 目的地         | 備註               |
| ------ | ---------------------------------------- | -------------- | ------------------ |
| 1號    | 鎌取站、千葉縣癌症中心、星久喜台、縣廳前 | JR千葉站       |                    |
| 1號    | 野田十文字                               | 鎌取站         |                    |
| 1號    | （機場連接巴士）                         | 羽田機場       | 與東京機場交通聯營 |
| 2號    | 綠熱鬧廣場、大木戶新田、土氣站、昭和之森 | 大網站         |                    |
| 5號    | 綠熱鬧廣場、花水木台入口                 | 越智花水木台   |                    |
|        | （深夜急行巴士）                         | 山田交流道入口 | 平和交通           |

另外設有前往雷索爾之森的免費巴士。（由雷索爾之森營運）

### 北出口
| 乘車處 | 途經             | 目的地     | 備註                     |
| ------ | ---------------- | ---------- | ------------------------ |
| 1號    | 平川、鳥喰       | 千葉中     |                          |
| 1號    | 中芝公民館、高田 | 千葉東靈苑 | 於盂蘭盆節、彼岸期間服務 |

## 相鄰車站
東日本旅客鐵道（JR東日本）
■外房線
■通勤快速、■快速（途經京葉線）、■快速（途經總武線）、■普通（各站停車）
鎌取－譽田－土氣

## 注腳

### 使用狀況
1. ↑  千葉縣統計年鑑 （页面存档备份，存于）（日語） - 千葉縣
2. ↑  千葉市統計書 （页面存档备份，存于） - 千葉市

JR東日本2000年度以後的乘車人次
1. ↑  各駅の乗車人員（2000年度） （页面存档备份，存于）（日語） - JR東日本
2. ↑  各駅の乗車人員（2001年度） （页面存档备份，存于）（日語） - JR東日本
3. ↑  各駅の乗車人員（2002年度） （页面存档备份，存于）（日語） - JR東日本
4. ↑  各駅の乗車人員（2003年度） （页面存档备份，存于）（日語） - JR東日本
5. ↑  各駅の乗車人員（2004年度） （页面存档备份，存于）（日語） - JR東日本
6. ↑  各駅の乗車人員（2005年度） （页面存档备份，存于）（日語） - JR東日本
7. ↑  各駅の乗車人員（2006年度） （页面存档备份，存于）（日語） - JR東日本
8. ↑  各駅の乗車人員（2007年度） （页面存档备份，存于）（日語） - JR東日本
9. ↑  各駅の乗車人員（2008年度） （页面存档备份，存于）（日語） - JR東日本
10. ↑  各駅の乗車人員（2009年度） （页面存档备份，存于）（日語） - JR東日本
11. ↑  各駅の乗車人員（2010年度） （页面存档备份，存于）（日語） - JR東日本
12. ↑  各駅の乗車人員（2011年度） （页面存档备份，存于）（日語） - JR東日本
13. ↑  各駅の乗車人員（2012年度） （页面存档备份，存于）（日語） - JR東日本
14. ↑  各駅の乗車人員（2013年度） （页面存档备份，存于）（日語） - JR東日本
15. ↑  各駅の乗車人員（2014年度） （页面存档备份，存于）（日語） - JR東日本
16. ↑  各駅の乗車人員（2015年度） （页面存档备份，存于）（日語） - JR東日本
17. ↑  各駅の乗車人員（2016年度） （页面存档备份，存于）（日語） - JR東日本
18. ↑  各駅の乗車人員（2017年度） （页面存档备份，存于）（日語） - JR東日本
19. ↑  各駅の乗車人員（2018年度） （页面存档备份，存于）（日語） - JR東日本
20. ↑  各駅の乗車人員（2019年度） （页面存档备份，存于）（日語） - JR東日本

千葉縣統計年鑑
1. ↑  千葉縣統計年鑑（平成3年） （页面存档备份，存于）（日語）
2. ↑  千葉縣統計年鑑（平成4年） （页面存档备份，存于）（日語）
3. ↑  千葉縣統計年鑑（平成5年） （页面存档备份，存于）（日語）
4. ↑  千葉縣統計年鑑（平成6年） （页面存档备份，存于）（日語）
5. ↑  千葉縣統計年鑑（平成7年） （页面存档备份，存于）（日語）
6. ↑  千葉縣統計年鑑（平成8年） （页面存档备份，存于）（日語）
7. ↑  千葉縣統計年鑑（平成9年） （页面存档备份，存于）（日語）
8. ↑  千葉縣統計年鑑（平成10年） （页面存档备份，存于）（日語）
9. ↑  千葉縣統計年鑑（平成11年） （页面存档备份，存于）（日語）
10. ↑  千葉縣統計年鑑（平成12年） （页面存档备份，存于）（日語）
11. ↑  千葉縣統計年鑑（平成13年） （页面存档备份，存于）（日語）
12. ↑  千葉縣統計年鑑（平成14年） （页面存档备份，存于）（日語）
13. ↑  千葉縣統計年鑑（平成15年） （页面存档备份，存于）（日語）
14. ↑  千葉縣統計年鑑（平成16年） （页面存档备份，存于）（日語）
15. ↑  千葉縣統計年鑑（平成17年） （页面存档备份，存于）（日語）
16. ↑  千葉縣統計年鑑（平成18年） （页面存档备份，存于）（日語）
17. ↑  千葉縣統計年鑑（平成19年） （页面存档备份，存于）（日語）
18. ↑  千葉縣統計年鑑（平成20年） （页面存档备份，存于）（日語）
19. ↑  千葉縣統計年鑑（平成21年） （页面存档备份，存于）（日語）
20. ↑  千葉縣統計年鑑（平成22年） （页面存档备份，存于）（日語）
21. ↑  千葉縣統計年鑑（平成23年） （页面存档备份，存于）（日語）
22. ↑  千葉縣統計年鑑（平成24年） （页面存档备份，存于）（日語）
23. ↑  千葉縣統計年鑑（平成25年） （页面存档备份，存于）（日語）
24. ↑  千葉縣統計年鑑（平成26年） （页面存档备份，存于）（日語）
25. ↑  千葉縣統計年鑑（平成27年） （页面存档备份，存于）（日語）
26. ↑  千葉縣統計年鑑（平成28年） （页面存档备份，存于）（日語）
27. ↑  千葉縣統計年鑑（平成29年） （页面存档备份，存于）（日語）
28. ↑  千葉縣統計年鑑（平成30年） （页面存档备份，存于）（日語）
29. ↑  千葉縣統計年鑑（令和元年） （页面存档备份，存于）（日語）

## 外部連結
- 車站資訊（譽田）：東日本旅客鐵道（日語）